# Adam Antoni Rudnicki
Adam Antoni Rudnicki (ur. 27 października 1785 – zm. 30 stycznia 1838 w Warszawie)  – polski lekarz, lekarz weterynarii.

## Życiorys
Pracował w szpitalach w Krakowie i Warszawie. W 1824 został mianowany na szefa rządowego Instytutu Weterynarii w Burakowie. Uczestnik powstania listopadowego.
Autor rozprawy o szarlatanach i szarlataństwie wydanej w 1816 roku „O fuszerstwie lekarskiem, czyli fałszywych lekarzach i smutnym ich wpływie na społeczeństwo: jakoteż o środkach zachowania kraiu nadal od szkodliwości ladaiakiego lekarzenia / przez Adama Rudnickiego.”
Pochowany na cmentarzu powązkowskim kwatera 32.